# Jagiellonia Białystok
El Jagiellonia Białystok es un club de fútbol de la ciudad de Białystok, en Polonia, fundado en 1920. Actualmente milita en la Ekstraklasa, máxima categoría del fútbol polaco. Juega sus partidos como local en el Estadio Municipal de Białystok y sus colores tradicionales son el rojo y el amarillo.
El equipo toma su nombre de la dinastía Jagellón, que reinó en Europa central entre los siglos XIV y XVIII. Desde su fundación hasta los años ochenta el Jagiellonia jugó en las categorías semiprofesionales del sistema de ligas de Polonia, ascendiendo por primera vez a la Ekstraklasa en 1987, tras proclamarse campeón de la segunda división. Desde 2007 el club se ha convertido en un habitual en el campeonato de liga polaco, alzando en la temporada 2009/10 el doblete de copa y supercopa ante el Pogoń Szczecin y el Lech Poznań, respectivamente. Al año siguiente registró su primera experiencia a nivel continental, disputando varias rondas clasificatorias de la Liga Europa de la UEFA desde entonces. En la temporada 2023-24 ganó su primer título liguero de la historia.

## Estadio
El Estadio Municipal de Białystok fue inaugurado el 22 de julio de 1972. Sin embargo, entre 2008 y 2014 el recinto deportivo fue remodelado íntegramente, ampliando su aforo a los 22 432 asientos. El 18 de octubre de 2014 tuvo lugar la inauguración del nuevo estadio, en la contundente victoria por 5-0 contra el Pogoń Szczecin ante 21 196 espectadores. El estadio es en la actualidad propiedad de la ciudad de Białystok.

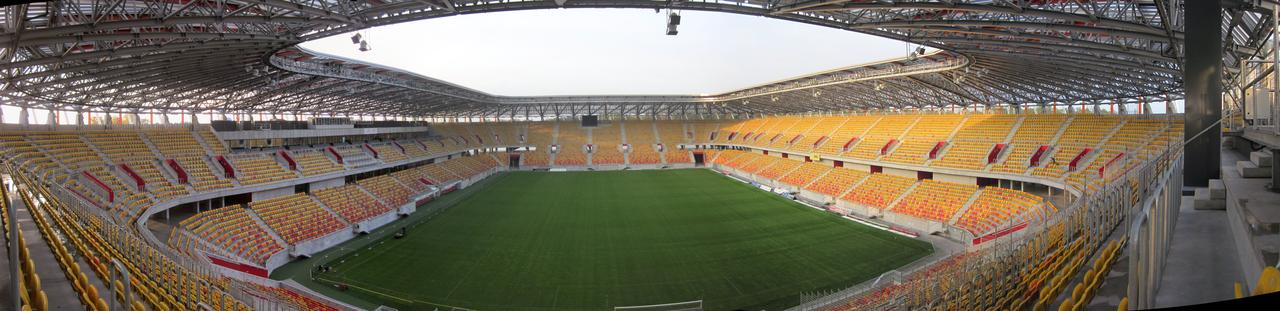
Vista panorámica del interior del Estadio Municipal de Białystok.

## Jugadores

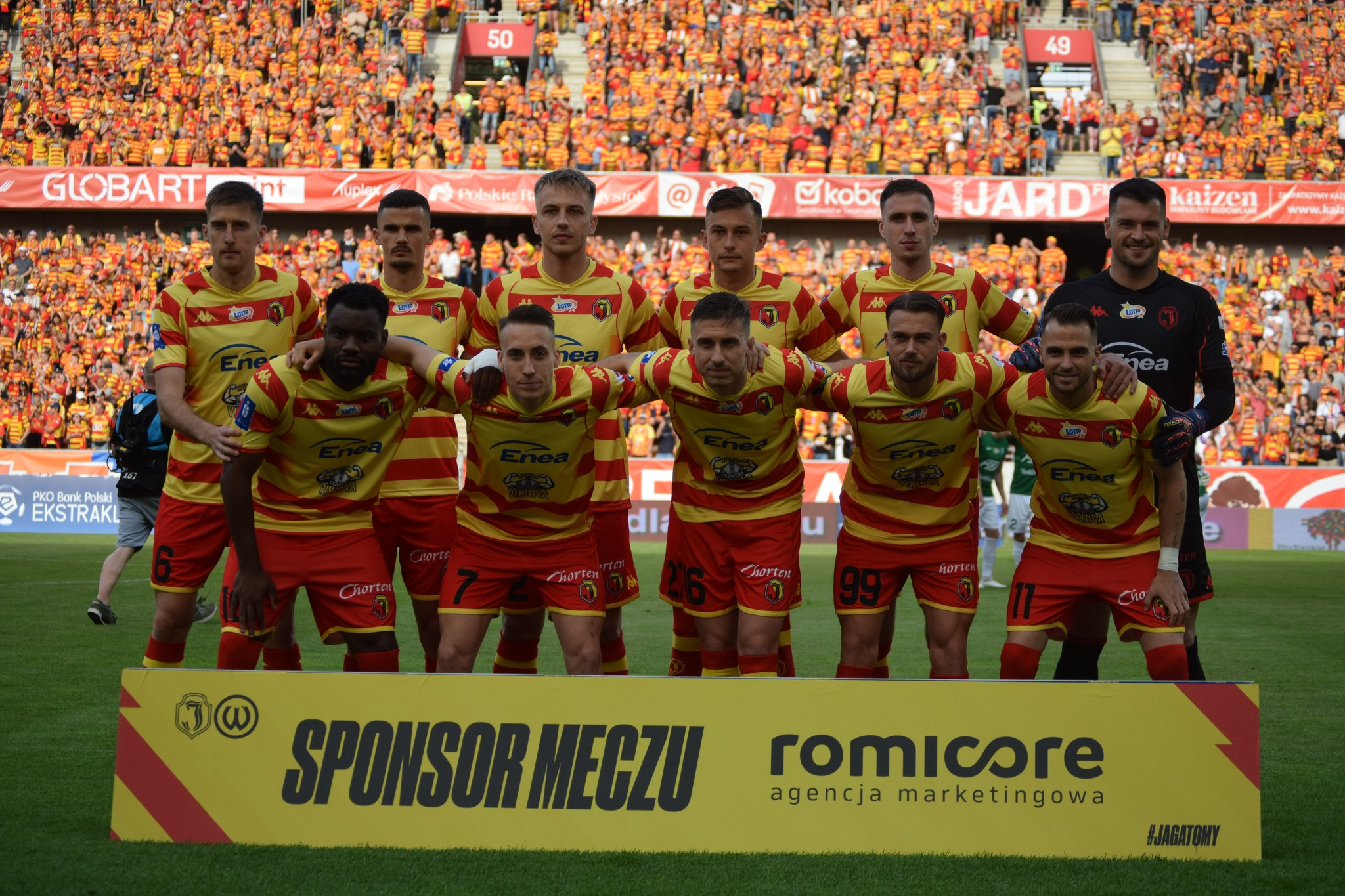
Plantilla 2023/24

### Plantilla 2025/26
Actualizado el 5 de agosto de 2025.

### Números retirados
- 21 -  Tomasz Frankowski, DEL (1990–93, 2009-13).

## Participación en competiciones de la UEFA
| Temporada | Torneo                       | Ronda            | Club                | Casa | Visita | Global   |
| --------- | ---------------------------- | ---------------- | ------------------- | ---- | ------ | -------- |
| 2010–11   | Liga Europa de la UEFA       | Tercera ronda    | Aris Salónica FC    | 1–2  | 2–2    | 3–4      |
| 2011–12   | Liga Europa de la UEFA       | Primera ronda    | FC Irtysh Pavlodar  | 1–0  | 0–2    | 1–2      |
| 2015–16   | Liga Europa de la UEFA       | Primera ronda    | FK Kruoja Pakruojis | 8–0  | 1–0    | 9–0      |
| 2015–16   | Liga Europa de la UEFA       | Segunda ronda    | AC Omonia Nicosia   | 0–0  | 0–1    | 0–1      |
| 2017–18   | Liga Europa de la UEFA       | Primera ronda    | Dinamo Batumi       | 4–0  | 1–0    | 5–0      |
| 2017–18   | Liga Europa de la UEFA       | Segunda ronda    | FK Qäbälä           | 0–2  | 1–1    | 1–3      |
| 2018–19   | Liga Europa de la UEFA       | Segunda ronda    | Rio Ave FC          | 1–0  | 4–4    | 5–4      |
| 2018–19   | Liga Europa de la UEFA       | Tercera ronda    | KAA Gante           | 0–1  | 1–3    | 1–4      |
| 2024–25   | Liga de Campeones de la UEFA | Segonda ronda    | Panevėžys           | 3–1  | 4–0    | 7–1      |
| 2024–25   | Liga de Campeones de la UEFA | Tercera ronda    | Bodø/Glimt          | 0–1  | 1–4    | 1–5      |
| 2024–25   | Liga Europa de la UEFA       | Ronda de playoff | Ajax de Ámsterdam   | 1–4  | 0–3    | 1–7      |
| 2024-25   | Liga Conferencia de la UEFA  | Fase de liga     | Copenhague          | –    | 2–1    | 9º lugar |
| 2024-25   | Liga Conferencia de la UEFA  | Fase de liga     | Petrocub Hîncești   | 2–0  | –      | 9º lugar |
| 2024-25   | Liga Conferencia de la UEFA  | Fase de liga     | Molde               | 3–0  | –      | 9º lugar |
| 2024-25   | Liga Conferencia de la UEFA  | Fase de liga     | Mladá Boleslav      | –    | 3–3    | 9º lugar |
| 2024-25   | Liga Conferencia de la UEFA  | Fase de liga     | Celje               | –    | 0–1    | 9º lugar |
| 2024-25   | Liga Conferencia de la UEFA  | Fase de liga     | Olimpija Ljubljana  | 0–0  | –      | 9º lugar |
| 2024-25   | Liga Conferencia de la UEFA  | Ronda preliminar | TSC                 | 3–1  | 3–1    | 6–2      |
| 2024-25   | Liga Conferencia de la UEFA  | Octavos de final | Círculo de Brujas   | 3–0  | 0–2    | 3–2      |
| 2024-25   | Liga Conferencia de la UEFA  | Cuartos de final | Real Betis          | 1–1  | 0–2    | 1–3      |
| 2025-26   | Liga Conferencia de la UEFA  | Segunda ronda    | Novi Pazar          | 3–1  | 2–1    | 5–2      |
| 2025-26   | Liga Conferencia de la UEFA  | Tercera ronda    | Silkeborg           | 2–2  | 1–0    | 3–2      |
| 2025-26   | Liga Conferencia de la UEFA  | Ronda de playoff | Dinamo City         |      |        |          |

## Palmarés

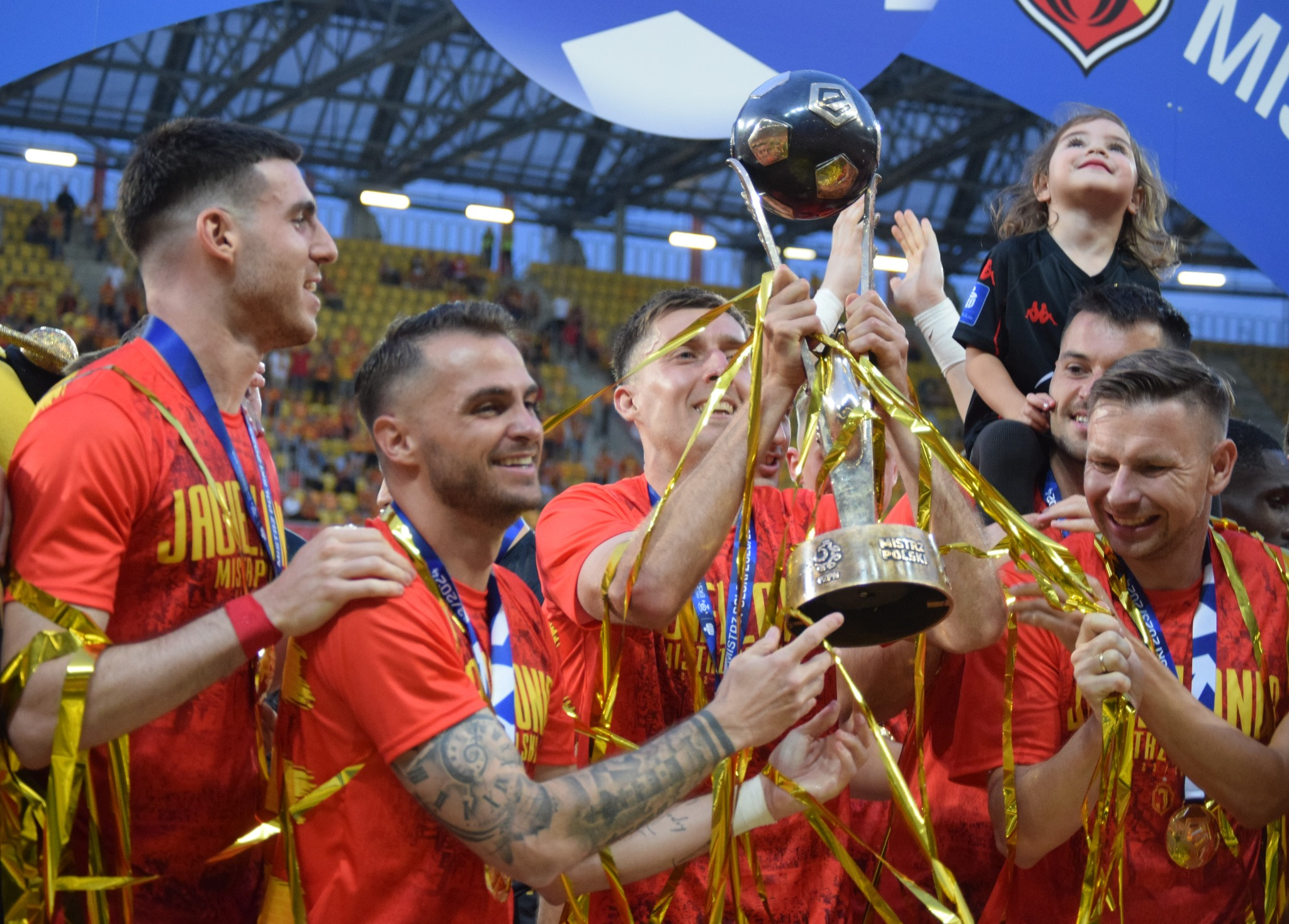
El Jagiellonia Białystok celebrando el campeonato de liga de la temporada 2023/24.

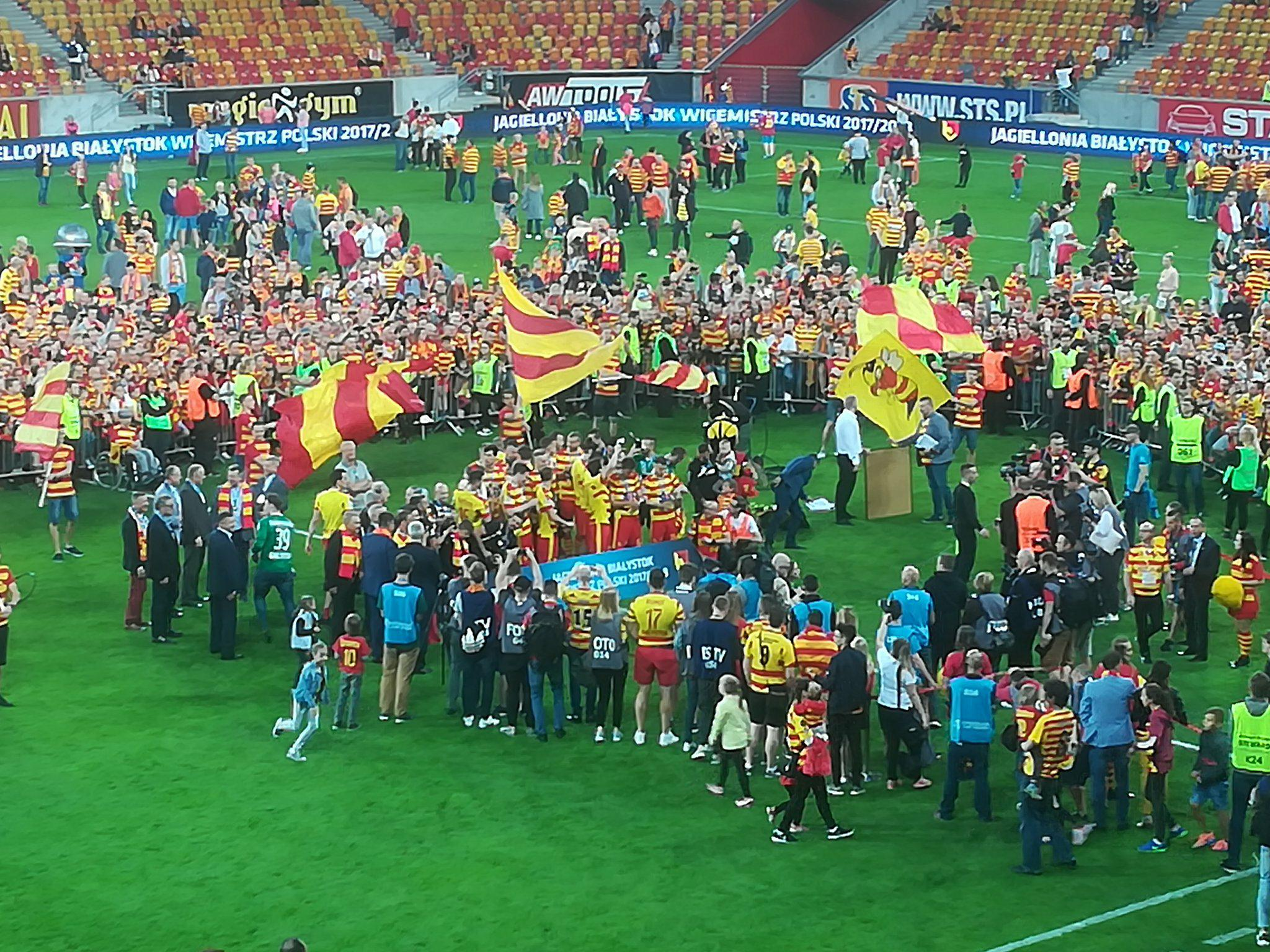
El Jagiellonia Białystok celebrando el subcampeonato de liga de la temporada 2017/18.

### Torneos nacionales
- Ekstraklasa:
  - Ganador (1):
    - 2023/24

  - Segundo puesto en la primera división polaca en 2017 y 2018.

- Copa de Polonia:
  - Ganador (1): 
    - 2010 - Jagiellonia Białystok 1:0 Pogoń Szczecin

  - Finalista (2): 
    - 1989 - Jagiellonia 2:5 Legia de Varsovia
    - 2019 - Jagiellonia 0:1 Lechia Gdańsk

- Supercopa de Polonia:
  - Ganador (2): 
    - 2010 - Jagiellonia Białystok 1:0 Lech Poznań
    - 2024 - Jagiellonia Białystok 1:0 Wisła Cracovia

- I Liga de Polonia: 
  - Ganador (1):
    - 1986/87